# 彩之國中核都市
彩之國中核市是日本埼玉縣制定四種「彩之國分權型式市町村」之一，縣廳授予類似中核市的權限。這是埼玉縣自行實施的制度，與國家指定的中核市和特例市不同。
此制度是根據1999年3月的埼玉縣分權推進計畫實施。2004年12月曾經重新規劃轉讓給城市的權限方針，並將人口條件由原本的20萬人降為15萬人。

## 彩之國中核市列表
- 所澤市：指定於1999年10月、人口：337,277人、現為特例市。
- 越谷市：指定於1999年10月6日、人口：316,737人、現為特例市。
- 春日部市：指定於2000年10月、人口：237,566人、現為特例市。
- 上尾市：指定於2000年10月、人口：221,330人。
- 草加市：指定於2000年10月10日、人口：237,112人、現為特例市。
- 川口市：指定於2001年、人口：486,062人、現為特例市。

### 其餘符合條件的城市
- 埼玉市：人口1,182,744人、現已為政令指定都市，無須再指定。
- 川越市：人口334,116人、現已為中核市，無須再指定。
- 熊谷市：人口204,561人、特例市。
- 狹山市：人口157,373人
- 新座市：人口154,094人

## 外部連結
- （日語）埼玉縣權限移讓分針